# Piazza della fontana dei due leoni
La piazza della fontana dei due leoni (Place de la Fontaine-aux-Lions, in francese)  è una piazza di Parigi situata nel quartiere di Pont-de-Flandre, nel 19° arrondissement, all'estremità sud-est del Parc de la Villette. Nei pressi della piazza si trova la fermata del Metro Porte de Pantin.

## Storia
La piazza, creata verso il 1860, al momento dell'apertura dei mattatoi de La Villette, è stata inserita nel 1987 nel nuovo Parco della Villette. Essa deve il suo nome alla fontana, nota come Fontana del Castello d'acqua di Pierre Simon Girard, che ne occupa il centro.

## Siti d'interesse
- Sulla piazza si affacciano:
  - la Cité de la musique,
  - il Pavillon Janvier,
  - la Grande Halle de la Villette,
  - il Teatro Paris-Villette
  - il Conservatorio nazionale superiore di musica e danza di Parigi

Al centro vi è:
- la Fontana del Castello d'acqua di Pierre-Simon Girard, collocata qui nel 1867, dopo la ristrutturazione della place de la République, ov'essa era allora collocata. La sua funzione era quella di abbeveratoio per gli animali portati al macello a La Villette [2].